# Immacolata Concezione (Palma il Giovane)
L'Immacolata Concessione è un dipinto olio su tela di Jacopo Negretti detto Palma il Giovane, realizzato tra il 1603 e il 1609 per la chiesa prepositurale di Romano di Lombardia dedicata a Maria Assunta e Giacomo detto il Maggiore.

## Storia
Il dipinto che esta stato commissionato all'artista veneziano nel 1603, è stato realizzato tra il 1605 e il 1609, anno che fu posto sull'altare. 
La committenza sarebbe da indicare nella famiglia Agazzi con Agostino e Bernardino abitanti a Venezia ma originari della bergamasca.
L'atto di committenza è andato perduto ma rimane la lettera che Agostino Agazzi aveva inviato al comune di Romano il 29 giugno 1603, e questa portava a conoscenza dell'amministrazione cittadina l'assegnazione dell'opera al pittore veneziano.
Il dipinto nei primi anni del Novecento si presentava in grave stato conservativo, con la parte inferiore della tela che presentava lacerazioni.
Nel 2019 il dipinto si staccò dalla parete, avendo ceduto i perni che lo ancoravano fu quindi assoggettato a un lavoro di restauro e mantenimento.

## Descrizione
Il dipinto è posto sul secondo altare a destra sul lato dell'Epistola come pala d'altare, è una pittura classica controriformista del tardo periodo pittorico del Negretti. 
La raffigurazione ci presenta nell'ordine inferiore due devoti, probabilmente committenti dell'opera in abiti neri divisi da un paesaggio torrito, probabilmente l'antico castello di Romano rimaneggiato.  
Raffigura la Madonna Immacolata con sopra Dio Padre e la colomba dello Spirito Santo nella gloria dei santi e degli angeli.
La Madonna è inserita in una mandorla dorata ed è avvolta in un manto scuro sopra la veste rossa; le pani poste sul costato ed è prostata verso i due personaggi committenti.  
La sua immagine è molto plastica.   
Attorno a lei vi sono gli angeli con i simboli che rappresentano le virtù mariane: un giglio, la scala verso il cielo, lo specchio senza macchia, la porta di una chiesa, la rosa senza spine e l'ulivo.  
Ai suoi piedi vi sono raffigurati due santi: San Marco Evangelista, e San Francesco d'Assisi. 
Il dipinto è completo di predella (32x132cm) con raffigurazione a grottesche, probabilmente realizzata per necessità di collocazione nel nuovo altare, dopo il rifacimento della chiesa. 
Fu realizzato da Filippo Comerio nel 1797.